# Diecezja Grenoble-Vienne
Diecezja Grenoble-Vienne – diecezja Kościoła rzymskokatolickiego w południowo-wschodniej Francji. Powstała w IV wieku jako diecezja Grenoble. W 1801 uzyskała swoje obecne granice. W 2006 została jej nadana nowa nazwa, uwzględniająca również Vienne. Mimo tej zmiany stolicą diecezji pozostało Grenoble. Diecezja należy do metropolii Lyonu.